# Chris Guccione
Chris Guccione (* 30. července 1985 v Melbourne, Austrálie) je australský profesionální tenista.
Ve své dosavadní kariéře zatím na okruhu ATP nevyhrál žádný turnaj.

## Finálové účasti na turnajích ATP (3)

### Dvouhra - prohry (2)
| Legenda                                                       |
| ATP International Series Gold / ATP World Tour 500 Series (0) |
| ATP International Series / ATP World Tour 250 Series (2)      |

| Č. | Datum          | Turnaj              | Povrch | Vítěz            | Výsledek       |
| 1. | 7. leden 2007  | Adelaide, Austrálie | tvrdý  | Novak Đoković    | 6-3, 6-76, 6-4 |
| 2. | 12. leden 2008 | Sydney, Austrálie   | tvrdý  | Dmitrij Tursunov | 7-63, 7-64     |

### Čtyřhra - prohry (1)
| Legenda                                                  |
| ATP International Series / ATP World Tour 250 Series (1) |

| Č. | Datum         | Turnaj              | Povrch | Partner       | Vítězové                   | Výsledek       |
| 1. | 6. leden 2008 | Adelaide, Austrálie | tvrdý  | Robert Smeets | Marcelo Melo Martín García | 6-3, 3-6, 10-7 |

## Davisův pohár
Chris Guccione se zúčastnil 9 zápasů v Davisově poháru  za tým Austrálie s bilancí 8-6 ve dvouhře a 2-0 ve čtyřhře.

## Postavení na žebříčku ATP na konci sezóny

### Dvouhra
| Rok    | 2002 | 2003   | 2004   | 2005   | 2006   | 2007   | 2008  | 2009   |
| Pořadí | 882. | ▲ 459. | ▲ 297. | ▲ 149. | ▼ 152. | ▲ 102. | ▲ 81. | ▼ 136. |

### Čtyřhra
| Rok    | 2002 | 2003   | 2004   | 2005   | 2006   | 2007   | 2008   | 2009  |
| Pořadí | 821. | ▲ 410. | ▼ 464. | ▲ 228. | ▲ 222. | ▼ 522. | ▲ 218. | ▲ 67. |